# Eurydema
Genre
Eurydema est un genre d'insectes hétéroptères (punaises) de la famille des Pentatomidae.

## Espèces rencontrées en Europe
- Eurydema (Eurydema) ferreri Ribes & Vela, 1990
- Eurydema (Eurydema) herbacea (Herrich-Schaeffer, 1833) - punaise rouge du Cakile
- Eurydema (Eurydema) nana Fuente, 1971
- Eurydema (Eurydema) oleracea (Linnaeus, 1758) - punaise potagère
- Eurydema (Eurydema) ornata (Linnaeus, 1758) - punaise rouge du chou
- Eurydema (Horvatheurydema) armeniaca Kolenati, 1846
- Eurydema (Horvatheurydema) fieberi Schummel, 1837
- Eurydema (Horvatheurydema) rotundicollis (Dohrn, 1860)
- Eurydema (Horvatheurydema) rugulosa (Dohrn, 1860)
- Eurydema (Rubrodorsalium) cyanea (Fieber, 1864)
- Eurydema (Rubrodorsalium) dominulus (Scopoli, 1763)
- Eurydema (Rubrodorsalium) maracandica Oshanin, 1871
- Eurydema (Rubrodorsalium) spectabilis Horváth, 1882
- Eurydema (Rubrodorsalium) ventralis Kolenati, 1846
- Eurydema eckerleini Josifov, 1961
- Eurydema gebleri Kolenati, 1846
- Eurydema lundbaldi Lindberg, 1960

## Autre espèce
- Eurydema rugosa Motschulsky, 1861

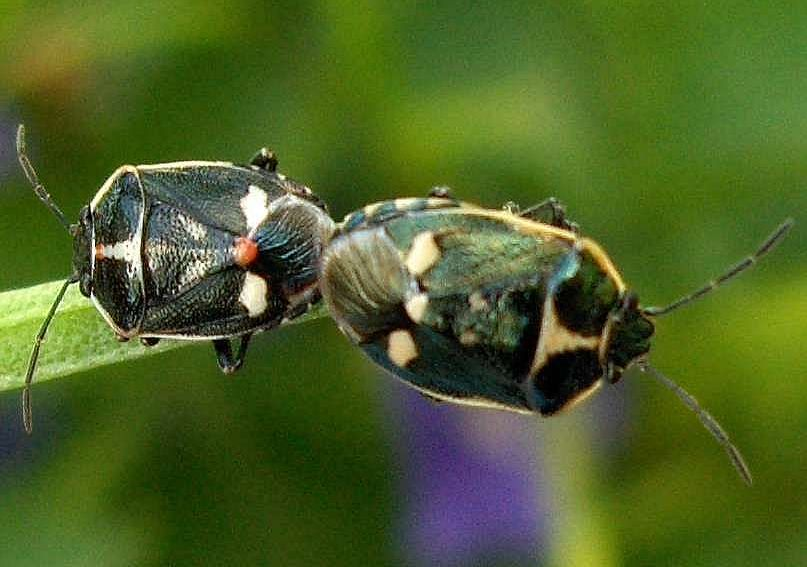
Eurydema oleracea
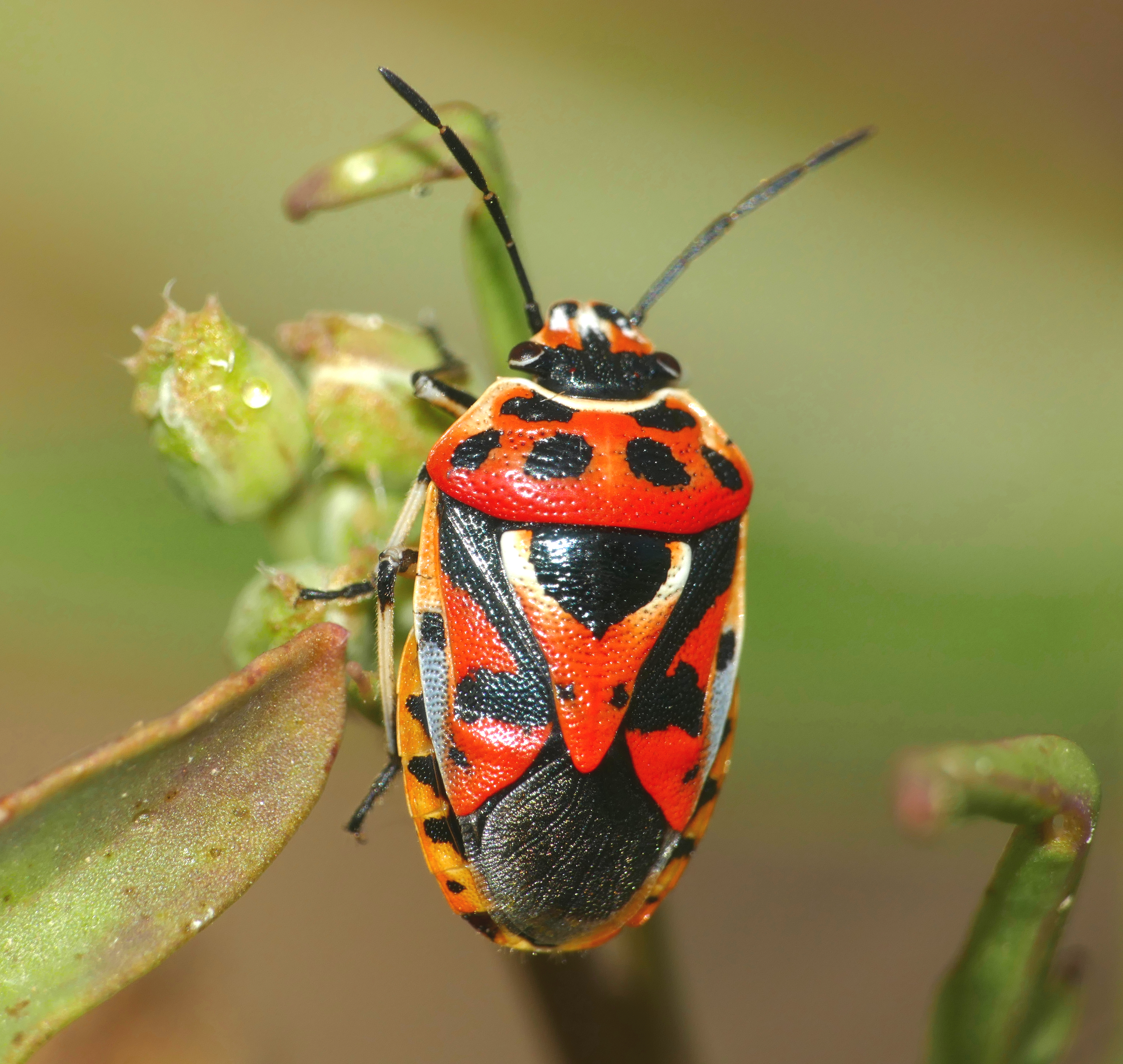
Eurydema ornata
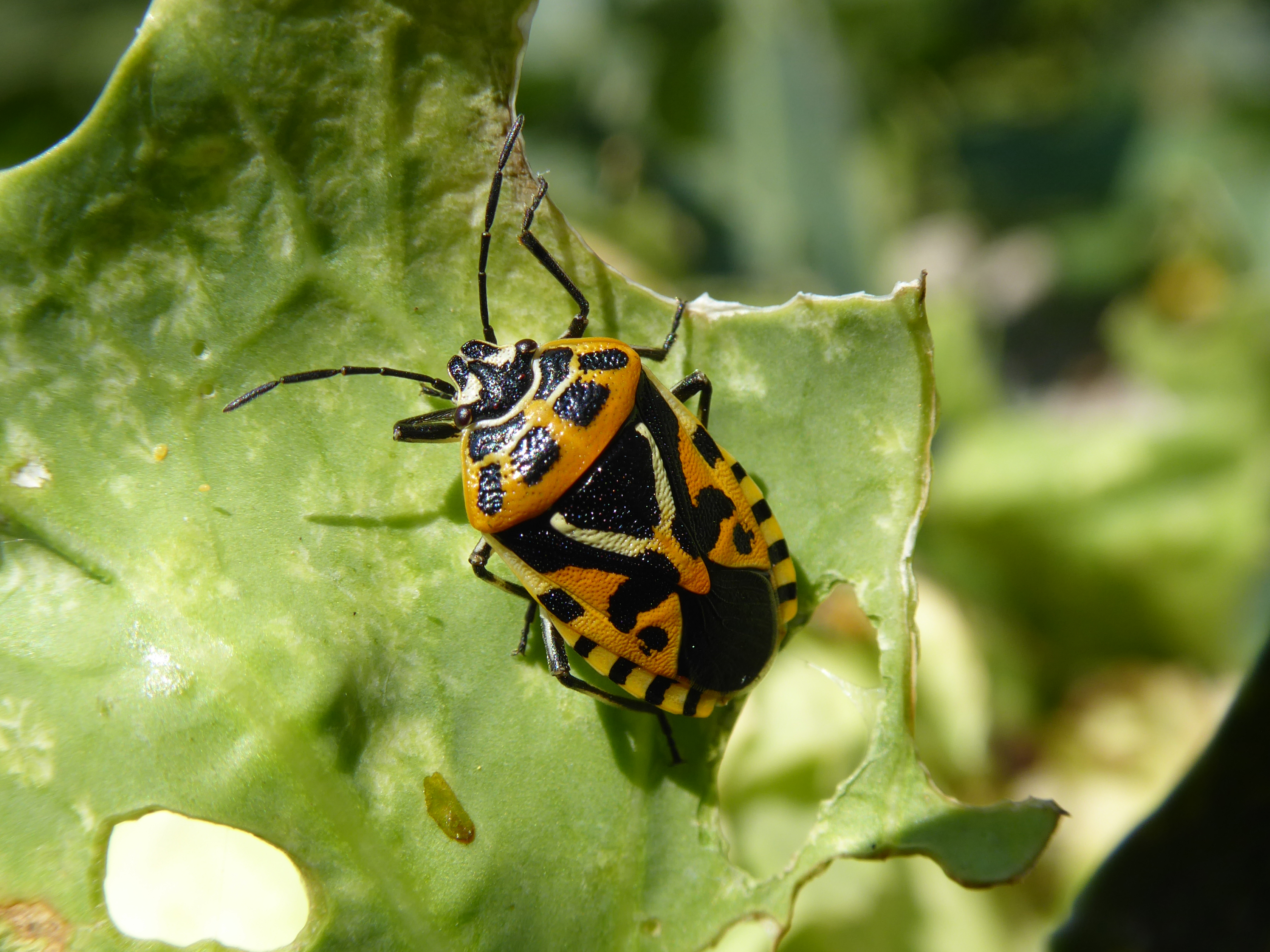
Eurydema ventralis